# Amargosa Valley, Nevada
Quận Amargosa Valley là một cộng đồng không hợp nhất thuộc quận Nye tiểu bang Nevada, Hoa Kỳ.
Theo điều tra dân số của Cục điều tra dân số Hoa Kỳ năm 2000, thành phố có dân số người.